# No controles (película)
No controles es una comedia dirigida por Borja Cobeaga y protagonizada por Unax Ugalde, Alexandra Jiménez, Julián López y Secun de la Rosa. La película fue muy bien acogida por la crítica y el público, y en abril de 2011 ganó el Premio del Público en el Festival du Cinéma Espagnol de Nantes.

## Sinopsis
Ambientada en plena Navidad, la película cuenta la historia de Sergio (Unax Ugalde), un chico que no podía acabar de peor forma el año.
Es Nochevieja, cae la mayor nevada en treinta años, todos los vuelos están cancelados y encima tiene que tomarse las uvas con el resto de pasajeros en un hotel de carretera.
Pero ahí no acaba la cosa, ya que tendrá que ingeniárselas para conseguir en una noche lo que no ha logrado en varios meses: recuperar a su exnovia Bea (Alexandra Jiménez) antes de que se vaya a trabajar a Alemania. Todo ello con la ayuda de un grupo de viajeros que forman el peor equipo del mundo: un amigo que quiere ser humorista (Julián López), un separado que viene cabreado de Punta Cana (Secun de la Rosa) y un empleado del hotel que no tiene con quién pasar la noche de fin de año (Alfredo Silva).

## Reparto
- Unax Ugalde como Sergio.
- Julián López como Juancarlitros.
- Alexandra Jiménez como Bea.
- Secun de la Rosa como Juanan.
- Mariam Hernández como Laura.
- Mariví Bilbao como abuela.
- Ramón Barea como padre (Aita).
- Miguel Ángel Muñoz como Ernesto.
- Mauro Muñiz de Urquiza como piloto.
- Borja Pérez como Fernan.
- Bárbara Santa-Cruz como presentadora.